# Curino
Curino är en ort och kommun i provinsen Biella i regionen Piemonte i Italien. Kommunen hade 481 invånare (2018).